# المعلم (ألبوم)
المعلم (بالإنجليزية: Al-Mu`allim)‏ هو مجموعة من الأناشيد الدينية للفنان البريطاني سامي يوسف
صدر ألبوم المعلم في يوليو عام 2003 وحصل على الأشادة من كثير من الناس، وبلغ عدد المبيعات ما يجاوز المليون نسخة.
الأناشيد الثمانية في الألبوم تمزج بين الحان غربية وشرقية سواء تلك المستوحاة من الموسيقى العربية أو تلك المستمدة من إيقاعات الشرق الأدنى هذا على مستوى اللحن، أما على مستوى الكلمات فمعظمها باللغة الإنجليزية مع تخللها لمقاطع باللغة العربية. وكلها في مديح الرسول  ومحبة الله الخالق عز وجل.

## قائمة الألبوم
| الرقم | الاسم (باللغة العربية) | الاسم (باللغة الإنجليزية) | الوقت |
| ----- | ---------------------- | ------------------------- | ----- |
| 1     | المعلم                 | Al-Mu'allim               | 5:45  |
| 2     | من هو المحبوب؟         | Who is the Loved One?     | 5:09  |
| 3     | غار حراء               | The Cave of Hira          | 4:50  |
| 4     | الله                   | Allahu                    | 6:28  |
| 5     | الخالق                 | The Creator               | 6:50  |
| 6     | تأمل                   | Meditation                | 3:03  |
| 7     | يا مصطفى               | Ya Mustafa                | 5:36  |
| 8     | دعاء                   | Supplication              | 4:05  |

## أناشيد مصورة (فيديو كليب)
- المعلم
- دعاء